# EFL Cup 2019/20
Der EFL Cup 2019/20 (alternativ nach dem Sponsoren Carabao Cup) war die 60. Austragung des Turniers. Alle 92 Vereine der vier oberen englischen Ligen 2019/20 nahmen am Wettbewerb teil.
Der Wettbewerb begann am 6. August 2019 mit der ersten Runde.

## Modus
Gemäß der Änderungen vom Vorjahr wurde die Verlängerung abgeschafft, bei einem Gleichstand nach der regulären Spiel- inklusive Nachspielzeit wurde die Partie im Elfmeterschießen entschieden, ausgenommen war das Endspiel. Darüber hinaus wurden die Gruppen (Northern/Southern Section) abgeschafft, jedoch wurde weiterhin auf eine regionale Nähe der jeweiligen Kontrahenten geachtet. Auch kam erneut im Pokal der Videoassistent zum Einsatz, jedoch nur, wenn in einem Stadion eines Teilnehmers aus der Premier League gespielt wurde.

## Erste Runde
Die Auslosung für die erste Runde wurde von John Barnes und Ray Parlour durchgeführt.
An der ersten Runde nahmen 70 Vereine teil. 13 Vereine der Premier League 2019/20 stiegen zusammen mit den Championship-Klubs Cardiff City und FC Fulham in der zweiten Runde in den Wettbewerb ein. Erst in der dritten Runde kamen wegen ihrer internationalen Beteiligungen der FC Arsenal, der FC Chelsea, der FC Liverpool, Manchester City, Manchester United, Tottenham Hotspur und Wolverhampton Wanderers hinzu.
Ausgetragen wurden die Begegnungen zwischen dem 6. und 13. August 2019.
| Datum                      |                           | Ergebnis        |                           |
| -------------------------- | ------------------------- | --------------- | ------------------------- |
| 6. August 2019, 19:45 BST  | FC Portsmouth (III)       | 3:0             | Birmingham City (II)      |
| 13. August 2019, 19:45 BST | Accrington Stanley (III)  | 1:3             | AFC Sunderland (III)      |
| 13. August 2019, 19:45 BST | AFC Wimbledon (III)       | 2:2 (2:4 i. E.) | Milton Keynes Dons (III)  |
| 13. August 2019, 19:45 BST | FC Barnsley (II)          | 0:3             | Carlisle United (IV)      |
| 13. August 2019, 19:45 BST | Blackburn Rovers (II)     | 3:2             | Oldham Athletic (IV)      |
| 13. August 2019, 19:45 BST | FC Blackpool (III)        | 2:2 (2:4 i. E.) | Macclesfield Town (IV)    |
| 13. August 2019, 19:45 BST | Bradford City (IV)        | 0:4             | Preston North End (II)    |
| 13. August 2019, 19:45 BST | FC Brentford (II)         | 1:1 (4:5 i. E.) | Cambridge United (IV)     |
| 13. August 2019, 19:45 BST | Bristol Rovers (III)      | 3:0             | Cheltenham Town (IV)      |
| 13. August 2019, 19:45 BST | Charlton Athletic (II)    | 0:0 (3:5 i. E.) | Forest Green Rovers (IV)  |
| 13. August 2019, 19:45 BST | Colchester United (IV)    | 3:0             | Swindon Town (IV)         |
| 13. August 2019, 19:45 BST | Coventry City (III)       | 4:1             | Exeter City (IV)          |
| 13. August 2019, 19:45 BST | FC Gillingham (III)       | 2:2 (1:4 i. E.) | AFC Newport County (IV)   |
| 13. August 2019, 19:45 BST | Grimsby Town (IV)         | 1:0             | Doncaster Rovers (III)    |
| 13. August 2019, 19:45 BST | Huddersfield Town (II)    | 0:1             | Lincoln City (III)        |
| 13. August 2019, 19:45 BST | Luton Town (II)           | 3:1             | Ipswich Town (III)        |
| 13. August 2019, 19:45 BST | Mansfield Town (IV)       | 2:2 (5:6 i. E.) | FC Morecambe (IV)         |
| 13. August 2019, 19:45 BST | FC Middlesbrough (II)     | 2:2 (2:4 i. E.) | Crewe Alexandra (IV)      |
| 13. August 2019, 19:45 BST | Nottingham Forest (II)    | 1:0             | Fleetwood Town (III)      |
| 13. August 2019, 19:45 BST | Oxford United (III)       | 1:0             | Peterborough United (III) |
| 13. August 2019, 19:45 BST | Plymouth Argyle (IV)      | 2:0             | Leyton Orient (IV)        |
| 13. August 2019, 19:45 BST | Port Vale (IV)            | 1:2             | Burton Albion (III)       |
| 13. August 2019, 19:45 BST | Queens Park Rangers (II)  | 3:3 (5:4 i. E.) | Bristol City (II)         |
| 13. August 2019, 19:45 BST | AFC Rochdale (III)        | 5:2             | Bolton Wanderers (III)    |
| 13. August 2019, 19:45 BST | Salford City (IV)         | 0:3             | Leeds United (II)         |
| 13. August 2019, 19:45 BST | Scunthorpe United (IV)    | 0:1             | Derby County (II)         |
| 13. August 2019, 19:45 BST | Shrewsbury Town (III)     | 0:4             | Rotherham United (III)    |
| 13. August 2019, 19:45 BST | FC Stevenage (IV)         | 1:2             | Southend United (III)     |
| 13. August 2019, 19:45 BST | Swansea City (II)         | 3:1             | Northampton Town (IV)     |
| 13. August 2019, 19:45 BST | Tranmere Rovers (III)     | 0:3             | Hull City (II)            |
| 13. August 2019, 19:45 BST | FC Walsall (IV)           | 2:3             | Crawley Town (IV)         |
| 13. August 2019, 19:45 BST | West Bromwich Albion (II) | 1:2             | FC Millwall (II)          |
| 13. August 2019, 19:45 BST | Wigan Athletic (II)       | 0:1             | Stoke City (II)           |
| 13. August 2019, 19:45 BST | Wycombe Wanderers (III)   | 1:1 (2:4 i. E.) | FC Reading (II)           |
| nicht ausgetragen 1        | Sheffield Wednesday (II)  | –               | FC Bury (III)             |

## Zweite Runde
In der zweiten Runde stiegen die 13 Premier-League-Vereine ein, die sich in der letzten Saison nicht für einen europäischen Wettbewerb qualifiziert hatten, sowie FC Fulham und Cardiff City aus der English Football League. Die Auslosung fand am 13. August 2019 statt. Ausgetragen wurden die Begegnungen zwischen dem 27. August und 10. September 2019.
| Datum                           |                          | Ergebnis        |                            |
| ------------------------------- | ------------------------ | --------------- | -------------------------- |
| 27. August 2019, 19:45 BST      | Bristol Rovers (III)     | 0:1             | Brighton & Hove Albion (I) |
| 27. August 2019, 19:45 BST      | Burton Albion (III)      | 5:1             | FC Morecambe (IV)          |
| 27. August 2019, 19:45 BST      | Cardiff City (II)        | 0:3             | Luton Town (II)            |
| 27. August 2019, 19:45 BST      | Crawley Town (IV)        | 1:0             | Norwich City (I)           |
| 27. August 2019, 19:45 BST      | Crewe Alexandra (IV)     | 1:6             | Aston Villa (I)            |
| 27. August 2019, 19:45 BST      | Crystal Palace (I)       | 0:0 (4:5 i. E.) | Colchester United (IV)     |
| 27. August 2019, 19:45 BST      | FC Fulham (II)           | 0:2             | FC Southampton (I)         |
| 27. August 2019, 19:45 BST      | Leeds United (II)        | 2:2 (4:5 i. E.) | Stoke City (II)            |
| 27. August 2019, 19:45 BST      | AFC Newport County (IV)  | 0:2             | West Ham United (I)        |
| 27. August 2019, 19:45 BST      | Nottingham Forest (II)   | 3:0             | Derby County (II)          |
| 27. August 2019, 19:45 BST      | Oxford United (III)      | 2:2 (4:2 i. E.) | FC Millwall (II)           |
| 27. August 2019, 19:45 BST      | Plymouth Argyle (IV)     | 2:4             | FC Reading (II)            |
| 27. August 2019, 19:45 BST      | Preston North End (II)   | 2:0             | Hull City (II)             |
| 27. August 2019, 19:45 BST      | AFC Rochdale (III)       | 2:1             | Carlisle United (IV)       |
| 27. August 2019, 19:45 BST      | Sheffield United (I)     | 2:1             | Blackburn Rovers (II)      |
| 27. August 2019, 19:45 BST      | Southend United (III)    | 1:4             | Milton Keynes Dons (III)   |
| 27. August 2019, 19:45 BST      | FC Watford (I)           | 3:0             | Coventry City (III)        |
| 28. August 2019, 19:45 BST      | AFC Bournemouth (I)      | 0:0 (3:0 i. E.) | Forest Green Rovers (IV)   |
| 28. August 2019, 19:45 BST      | FC Burnley (I)           | 1:3             | AFC Sunderland (III)       |
| 28. August 2019, 19:45 BST      | Lincoln City (III)       | 2:4             | FC Everton (I)             |
| 28. August 2019, 19:45 BST      | Newcastle United (I)     | 1:1 (2:4 i. E.) | Leicester City (I)         |
| 28. August 2019, 19:45 BST      | Queens Park Rangers (II) | 0:2             | FC Portsmouth (III)        |
| 28. August 2019, 19:45 BST      | Rotherham United (III)   | 0:1             | Sheffield Wednesday (II)   |
| 28. August 2019, 19:45 BST      | Swansea City (II)        | 6:0             | Cambridge United (IV)      |
| 10. September 2019, 19:45 BST 1 | Grimsby Town (IV)        | 0:0 (5:4 i. E.) | Macclesfield Town (IV)     |

## Dritte Runde
Ab der dritten Runde traten auch die sieben Vereine an, die sich für die laufende Saison für die europäischen Wettbewerbe qualifiziert hatten. Die Auslosung fand am 30. August 2019. Ausgetragen wurden die Begegnungen am 24. und 25. September 2019.
| Datum                         |                             | Ergebnis        |                        |
| ----------------------------- | --------------------------- | --------------- | ---------------------- |
| 24. September 2019, 19:45 BST | FC Arsenal (I)              | 5:0             | Nottingham Forest (II) |
| 24. September 2019, 19:45 BST | Colchester United (IV)      | 0:0 (4:3 i. E.) | Tottenham Hotspur (I)  |
| 24. September 2019, 19:45 BST | Crawley Town (IV)           | 1:1 (5:3 i. E.) | Stoke City (II)        |
| 24. September 2019, 19:45 BST | Luton Town (II)             | 0:4             | Leicester City (I)     |
| 24. September 2019, 19:45 BST | FC Portsmouth (III)         | 0:4             | FC Southampton (I)     |
| 24. September 2019, 19:45 BST | Preston North End (II)      | 0:3             | Manchester City (I)    |
| 24. September 2019, 19:45 BST | Sheffield Wednesday (II)    | 0:2             | FC Everton (I)         |
| 24. September 2019, 19:45 BST | FC Watford (I)              | 2:1             | Swansea City (II)      |
| 25. September 2019, 19:45 BST | Brighton & Hove Albion (I)  | 1:3             | Aston Villa (I)        |
| 25. September 2019, 19:45 BST | Burton Albion (III)         | 2:0             | AFC Bournemouth (I)    |
| 25. September 2019, 19:45 BST | FC Chelsea (I)              | 7:1             | Grimsby Town (IV)      |
| 25. September 2019, 19:45 BST | Milton Keynes Dons (III)    | 0:2             | FC Liverpool (I)       |
| 25. September 2019, 19:45 BST | Oxford United (III)         | 4:0             | West Ham United (I)    |
| 25. September 2019, 19:45 BST | Sheffield United (I)        | 0:1             | AFC Sunderland (III)   |
| 25. September 2019, 19:45 BST | Wolverhampton Wanderers (I) | 1:1 (4:2 i. E.) | FC Reading (II)        |
| 25. September 2019, 20:00 BST | Manchester United (I)       | 1:1 (5:3 i. E.) | AFC Rochdale (III)     |

## Achtelfinale
Die Auslosung fand am 29. September 2019 statt. Ausgetragen wurden die Begegnungen am 29. und 30. Oktober 2019.
| Datum                       |                     | Ergebnis        |                             |
| --------------------------- | ------------------- | --------------- | --------------------------- |
| 29. Oktober 2019, 19:45 GMT | Burton Albion (III) | 1:3             | Leicester City (I)          |
| 29. Oktober 2019, 19:45 GMT | Crawley Town (IV)   | 1:3             | Colchester United (IV)      |
| 29. Oktober 2019, 19:45 GMT | FC Everton (I)      | 2:0             | FC Watford (I)              |
| 29. Oktober 2019, 19:45 GMT | Manchester City (I) | 3:1             | FC Southampton (I)          |
| 29. Oktober 2019, 19:45 GMT | Oxford United (III) | 1:1 (4:2 i. E.) | AFC Sunderland (III)        |
| 30. Oktober 2019, 19:30 GMT | FC Liverpool (I)    | 5:5 (5:4 i. E.) | FC Arsenal (I)              |
| 30. Oktober 2019, 19:45 GMT | Aston Villa (I)     | 2:1             | Wolverhampton Wanderers (I) |
| 30. Oktober 2019, 20:05 GMT | FC Chelsea (I)      | 1:2             | Manchester United (I)       |

## Viertelfinale
Die Auslosung fand am 31. Oktober 2019 statt. Ausgetragen wurden die Begegnungen am 17. und 18. Dezember 2019.
| Datum                        |                       | Ergebnis        |                        |
| ---------------------------- | --------------------- | --------------- | ---------------------- |
| 17. Dezember 2019, 19:45 GMT | Aston Villa (I)       | 5:0             | FC Liverpool (I)       |
| 18. Dezember 2019, 19:45 GMT | FC Everton (I)        | 2:2 (2:4 i. E.) | Leicester City (I)     |
| 18. Dezember 2019, 19:45 GMT | Oxford United (III)   | 1:3             | Manchester City (I)    |
| 18. Dezember 2019, 20:00 GMT | Manchester United (I) | 3:0             | Colchester United (IV) |

## Halbfinale
Die Auslosung fand am 18. Dezember 2019 statt, die Hinspiele wurden am 7. und 8. Januar 2020, die Rückspiele am 28. und 29. Januar 2020 ausgetragen.
| Datum                                                    |                       | Gesamt |                     | Hinspiel | Rückspiel |
| -------------------------------------------------------- | --------------------- | ------ | ------------------- | -------- | --------- |
| 7. Januar 2020, 20:00 Uhr und 29. Januar 2020, 19:45 Uhr | Manchester United (I) | 2:3    | Manchester City (I) | 1:3      | 1:0       |
| 8. Januar 2020, 20:00 Uhr und 28. Januar 2020, 19:45 Uhr | Leicester City (I)    | 2:3    | Aston Villa (I)     | 1:1      | 1:2       |

## Finale
| Aston Villa                                                 | Aston Villa | Manchester City | Manchester City | Aufstellung                                   |
| ----------------------------------------------------------- | --- | --- | --------------- | --------------------------------------------- |
| Aston Villa                                                 | \| 1. März 2020 um 16:30 Uhr (GMT) in London (Wembley-Stadion) \| \| Ergebnis: 1:2 (1:2) \| \| Zuschauer: 82.145 \| \| Schiedsrichter: Lee Mason (Lancashire) \| \| Spielbericht \|                                                                               | \| 1. März 2020 um 16:30 Uhr (GMT) in London (Wembley-Stadion) \| \| Ergebnis: 1:2 (1:2) \| \| Zuschauer: 82.145 \| \| Schiedsrichter: Lee Mason (Lancashire) \| \| Spielbericht \|                                                                                  | Manchester City | Aufstellung Aston Villa gegen Manchester City |
| Aston Villa                                                 | Ørjan Nyland – Frédéric Guilbert, Björn Engels, Tyrone Mings, Matt Targett – Douglas Luiz, Marvelous Nakamba – Ahmed Elmohamady (70. Trezeguet), Jack Grealish , Anwar El Ghazi (70. Conor Hourihane) – Mbwana Samatta (80. Keinan Davis) Cheftrainer: Dean Smith | Claudio Bravo – Kyle Walker, John Stones, Fernandinho, Oleksandr Sintschenko – İlkay Gündoğan (58. Kevin De Bruyne), Rodri – Phil Foden, David Silva (77. Bernardo Silva), Raheem Sterling – Sergio Agüero (84. Gabriel Jesus) Cheftrainer: Pep Guardiola ( Spanien) | Manchester City | Aufstellung Aston Villa gegen Manchester City |
| Aston Villa                                                 | 1:2 Mbwana Samatta (41.) | 0:1 Sergio Agüero (20.) 0:2 Rodri (30.) | Manchester City | Aufstellung Aston Villa gegen Manchester City |
| Aston Villa                                                 | Ahmed Elmohamady (68.), Marvelous Nakamba (72.), Tyrone Mings (90.+2') | Raheem Sterling (57.), Rodri (60.) | Manchester City | Aufstellung Aston Villa gegen Manchester City |
| Aston Villa                                                 | Spieler des Spiels: Phil Foden (Manchester City) | | Manchester City | Aufstellung Aston Villa gegen Manchester City |
| 1. März 2020 um 16:30 Uhr (GMT) in London (Wembley-Stadion) | | |                 |                                               |
| Ergebnis: 1:2 (1:2)                                         | | |                 |                                               |
| Zuschauer: 82.145                                           | | |                 |                                               |
| Schiedsrichter: Lee Mason (Lancashire)                      | | |                 |                                               |
| Spielbericht                                                | | |                 |                                               |